# Birger Schyberg
Birger Schyberg, född 12 februari 1897 i Strängnäs, död 4 juni 1953 i Djursholm, var en svensk officer i Armén och senare Flygvapnet.

## Biografi
Birger Schyberg var son till skohandlaren Erik Teodor Schyberg. Han avlade studentexamen i Strängnäs 1916, officersexamen 1918 och blev samma år fänrik i Armén 1918 vid Södermanlands regemente (I 10). Han befordrades till underlöjtnant 1920, till löjtnant 1921, till löjtnant i Flygvapnet 1928, till kapten 1933, till major 1937, till överstelöjtnant 1939, till överste 1942, och till generalmajor 1948.
Schyberg inledde sin militära karriär i infanteriet i Armén. 1928 övergick han till Flygvapnet, då han även utnämndes till löjtnant i Flygvapnet. 1937–1939 var Schyberg chef för Flygkadettskolan, vid den tiden inordnad i Flygkrigsskolan (F 5). 1939–1941 var han chef för utbildningsavdelningen vid Flygstaben (gamla). 1940–1942 var han ledamot i Hemvärnsrådet. 1941–1945 blev han förste chef vid nybildade Södermanlands flygflottilj (F 11). 1945–1951 var han chef för Fjärde flygeskadern (E 4). 1951–1953 var han Inspektör och chef för Luftbevakning. 
Schyberg tillhörde 1939 års rekryteringsutredning. Han blev allmänt känd sedan han sommaren 1928 i samband med den svenska hjälpexpeditionen för undsättning av den i området mellan Spetsbergen och Frans Josefs land förolyckade Nobileexpeditionen. Han gjorde betydande insatser under spaningarna efter de försvunna polarforskarna och utmärkte sig bland annat genom att rädda sin kollega Einar Lundborg, som slagit runt med sitt flygplan på isen.
Schyberg omkom den 4 juni 1953 i samband en flygolycka vid Tannsjön norr om Söderhamn, där hans flygplan kolliderade med vattenytan och strandkanten i samband med en lågflygning. Schyberg har fått två platser uppkallade efter sig i Nyköping, Schybergs Plan och General Schybergs Väg. Schyberg deltog tillsammans med Gunnar Lihr i räddningsoperationerna efter Umberto Nobiles haveri på Spetsbergen år 1928.
Schyberg var gift två gånger. Hans första äktenskap var med Margaretha Linderstam åren 1924–1933. 1934 gifte han om sig med Greta Lindé, de fick tillsammans tva barn, Birgitta, Nils Erik.